# System der Natur

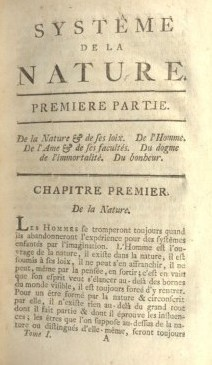
Erste Seite der Systeme de la Nature von Baron d’Holbach

Das System der Natur oder Système de la Nature ou Des Loix du Monde Physique et du Monde Moral oder in der ausführlichen deutschen Übersetzung das System der Natur oder von den Gesetzen der Physischen und Moralischen Welt ist ein Werk des Aufklärers und Enzyklopädisten Paul Henri Thiry d’Holbach, das zuerst 1770 erschien. Denis Diderot nahm an der stilistischen Überarbeitung des Manuskripts teil.
D’Holbach geht davon aus, dass sich moralische Gesetze ebenso wie Naturgesetze als wahr erkennen lassen, und dass diese ein gemeinsames System bilden, das den Menschen ein zufriedenes und glückliches Leben ermöglicht. Die Abweichung von diesem Ideal führt er auf Irrtümer oder Täuschungen über die Natur (insbesondere über die natürlichen Bedürfnisse) und über moralische Regeln zurück. Die Erkenntnis der materialistischen Wahrheit wendet den Unsegen ab, der aus Unkenntnis der Natur entspringt. Die Ursache aller Dinge liegt in der ihr innewohnenden Bewegung, welche sich in den Formen der Trägheit, Anziehung und Abstoßung der Atome der Materie zeigt (siehe hierzu epikureischen Atomismus). Die Bewegung der Atome oder Atomkomplexen erklären sich durch den Begriff der mechanischen Kausalität und entbehren damit jedweder Teleologie.

## Autorschaft und Rezeption
Im Titelblatt der Anfang 1770 erschienenen Ausgabe wurde als Autor Jean-Baptiste de Mirabaud (1675–1760), ein Mitglied der Académie française und als Verlagsort London genannt.
Der Autor versuchte clandestin Mirabauds Urheberschaft dem Leser noch glaubwürdiger machen zu wollen, indem er eine biographische Skizze des nunmehr zehn Jahre verstorbenen Sekretärs der französischen Akademie beifügte und ein fingiertes Schriftenverzeichnis auflistete. Dieses Handeln wird verständlich, wenn man sich der Auswirkungen und möglichen Folgen der Zensur zur Zeit von Ludwig XVI. vergegenwärtigt.
Der eigentliche Verfasser war der oben genannte Philosoph, Aufklärer und Enzyklopädist, der Ort seines Druckes lag in Holland bei dem Verleger Marc-Michel Rey. Die Tatsache, dass d’Holbach der Autor war, drang erst zwei Jahrzehnte später in den öffentlichen Diskurs.
Von 1752 bis 1760 arbeitet Paul Henri Thiry d’Holbach hauptsächlich für die Encyclopédie; er übersetzt und redigiert weit über 400 Beiträge zu Themen aus der Mineralogie, der Bergbaukunde und der Chemie. Gleichzeitig sammelt Holbach Materialien zur Geistes- und Ideologiegeschichte, hauptsächlich aus französischen und englischen Quellen.
Hieraus ergibt sich für das Jahrzehnt von 1760 bis 1770 die beeindruckende Zahl von über 35, wegen der strengen Zensur fast ausschließlich in Holland publizierten Werken. Charakteristische Titel sind etwa Das entschleierte Christentum (1761), Briefe an Eugenie, oder Schutzmittel gegen die Vorurteile (1768), Der Geist des Judentums (1769).
Das dritte Jahrzehnt seines Schaffens, von 1770 bis 1780 kulminiert mit seinen von der Nachwelt immer wieder stark beachteten Hauptwerken: Versuch über die Vorurteile (1770), System der Natur (1770, Band 1 und Band 2 vollständig im Internet), Der gesunde Menschenverstand (1772), Das Gesellschaftssystem, oder natürliche Grundsätze der Moral und der Politik (1773), Die universelle Moral, oder die Pflichten des Menschen, gegründet auf seiner Natur (1776).
Jacques-André Naigeon verkehrte regelmäßig im Hause des Baron d’Holbach und war auch der Coterie holbachique assoziiert, als Sekretär redigierte und edierte er dessen Texte unter anderem auch die Système de la Nature und half so bei der clandestinen Verbreitung seiner Schriften. D’Holbach war um seine Sicherheit besorgt und deshalb gab er nie eigene handschriftliche Texte als Druckvorlage aus dem Haus.
Das System der Natur war ein von der Obrigkeit geächtetes Werk, das aber schon im Jahre seiner Erstveröffentlichung eine dritte Auflage erlebte. Kreise des französischen Klerus erwirkten eine Verhandlung vor dem Parlement von Paris, vor dessen Vollversammlung der Generalstaatsanwalt Antoine-Louis Séguier, avocat général au Parlement de Paris eine Anklagerede hielt. In deren Folge es zu einer feierlichen Verbrennung des Buches am Samstag den 18. August 1770 kam. 
Frédéric Samuel Ostervald, einer der Teilhaber des Neuchâteler Verlagshauses, der Société typographique de Neuchâtel (STN), veröffentlichte im Jahre 1771 einen Raubdruck des Systems der Natur, entgegen der Ächtung durch Pfarrkapitel und Staatsrat. Ostervald musste daraufhin von seinem Amt als Banneret zurücktreten. Im Jahre 1782 erhielt er aber wieder einen Sitz im Kleinen Rat, petit conseil. Eine Reihe von Büchern wurden veröffentlicht, um sein System der Natur zu widerlegen:
- Abbé Rive: Lettres philosophiques contre le Système de la nature. Portefeuille hébdomadaire de Bruxelles (1770)
- Frédéric II de Prusse: Examen critique du livre intitulé: Système de la nature.
- Bergier: Examen du matérialisme, ou Réfutation du système de la nature. Humblot, Paris 1771.
- Denesle, M. († 1767):[5] Préjugés des anciens et des nouveaux philosophes sur l’âme humaine. Vincent & Dehancy, Paris 1775.
- Giovanni Francesco Salvemini da Castiglione (1708–1791): Observations sur le système de la nature. Decker, Berlin 1779.
- Léger Marie Deschamps Lettre sur l'esprit du siècle. 1769 und Voix de la raison contre la raison du temps. 1770.[6]
- Georg Jonathan von Holland: Réflexions philosophiques sur le Système de la nature. Paris 1773.
- Jean-Baptiste Duvoisin (1744–1813) publizierte drei Texte in den Jahren 1775, 1778 und 1780.
- François Marie Arouet: Dictionnaire philosophique. Philosophisches Wörterbuch (Dictionnaire philosophique portatif) eine Zusammenfassung von Voltaires antikirchlichem Denken, EA ohne Impressum (vermutlich Cramer, Genf) 1764.

Oder nahmen den Begriff der „Natur“ in den Mittelpunkt ihrer Überlegungen:
- Jean-Baptiste-René Robinet: De la nature. 1. Auflage. Amsterdam 1761.
- Jean-Baptiste-Claude Delisle de Sales (1741–1816): De la Philosophie de la nature, ou Traité de morale pour l’espèce humaine tiré de la philosophie et fondé sur la nature. 3 vol. Arkstée & Merkus, Amsterdam 1770.
- Étienne-Gabriel Morelly: Code de la nature. 1755.
- Denis Diderot: Pensées sur l’interprétation de la nature. 1754.
- Pierre-Louis Moreau de Maupertuis: Systeme de la nature ou Essai sur les corps organists. zunächst in lateinischer Sprache 1751 als Dissertatio inauguralis metaphysica de universali naturae systemate unter dem Pseudonym Dr. Baumann publiziert

Friedrich II. von Preußen etwa wirft dem ihm unbekannten Autor des Système de la nature vor, dass der Autor mit seinem Werk über die Natur und Gott, die Moral und Religion sowie über die Staaten und Fürsten die Bahn menschlicher Erfahrung verlassen und gegen das Labyrinth der Systemphilosophie eingetauscht habe.

## Inhalt

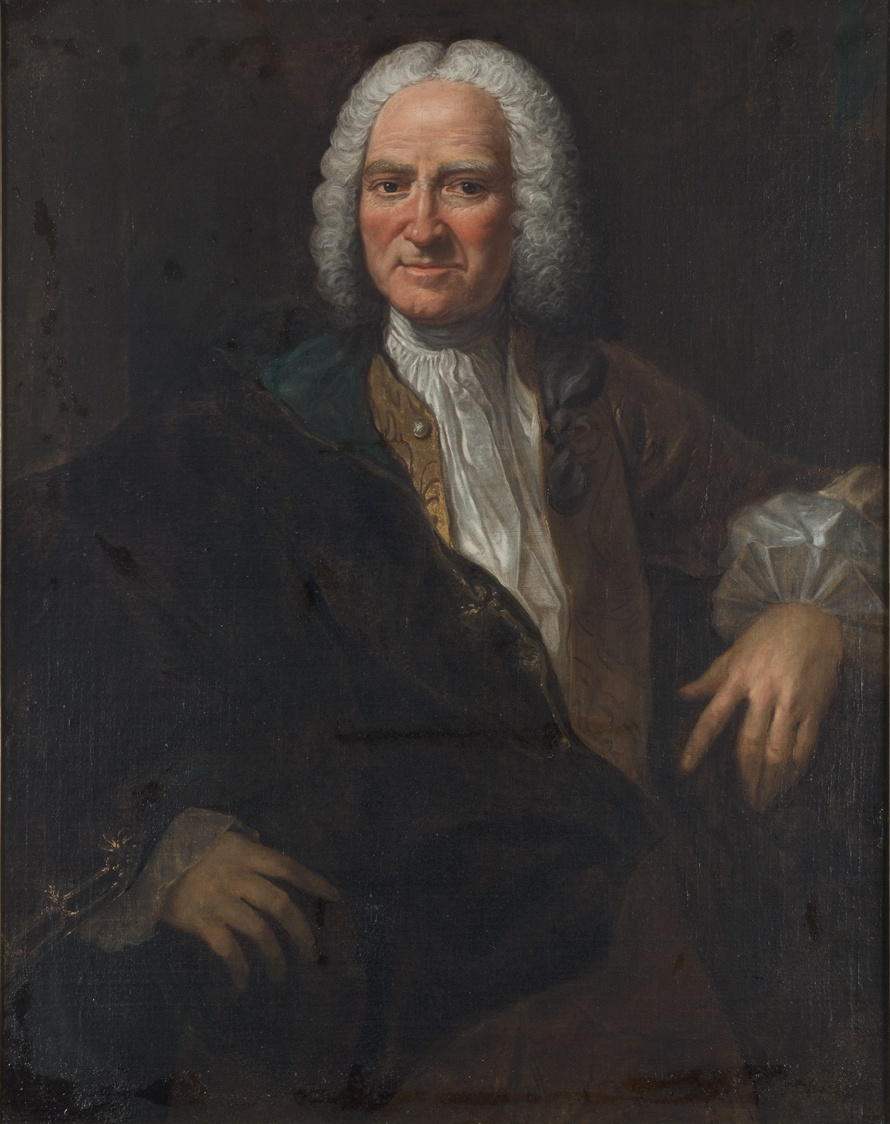
Paul Henri Thiry d’Holbach (1723–1789)

Das Système de la Nature kann man als ein grundlegendes Werk des philosophischen Materialismus betrachten. Die Natur wird so als eine sich selbstgeschaffene oder besser ungeschaffene – es gibt keinen absichtsvollen Schöpfer – konstante und ewige Summe von Materie und Bewegung aufgefasst, die sich ihrerseits ständig im Wandel befindet. Sie bildet ein geschlossenes System, das sowohl die Naturgesetze wie auch ewige Regeln der Moral umfassen soll.
In diesem in zwei Teile gegliederten Werk wird eine Verbindung geschaffen zwischen den Gesetzmäßigkeiten der physischen und der menschlich-moralischen Welt. Zunächst werden die Charakteristiken der physischen Welt benannt um dann eine Überleitung zu den menschlichen Denken und seinen Voraussetzungen zu schaffen. Aus deren Résumé schließt sich dann auch die Kritik an den das originäre Denken beeinflussenden Ideologien und Religionen an. Die Natur bestimmt er als

„[…] le grand tout qui résulte de l’assemblage des différentes matières, de leur différentes combinaisons, et des différents mouvements que nous voyons dans l’univers […]“

„[…] das große Ganze, das sich aus der Vereinigung der verschiedenen Stoffe, aus ihren verschiedenen Verbindungen und aus den verschiedenen Bewegungen ergibt, die wir im Universum sehen.“

Der erste Teil mit seinen insgesamt siebzehn Kapiteln behandelt in den ersten fünf Kapitel die materielle Natur, das Objekt der physikalischen Naturerklärung, die dann folgenden Kapitel von der Natur des Menschen.
Die Bewegung ist eine der Materie (oder verschiedenen Stoffen) innewohnende Eigenschaft. In der Natur gibt es nichts weiter als Materie, die sich bewegt und dabei in einer konsequenten Abfolge von Ursache und Wirkung eingebunden sei. Die menschlichen Begriffe von Ordnung und Unordnung entstehen nicht durch eine planende und regelnde Instanz. Der Mensch ist ein Produkt der Natur und dadurch an deren Gesetzmäßigkeiten gebunden, seine Menschennatur. Auf diese Natur müssen sowohl individuelle Tugend wie gesellschaftliche Moral gebunden sein. Für D’Holbach gab es keinen Dualismus, also einen Gegensatz zwischen Materie versus Geist oder Seele versus Körper, vielmehr war er einem konsequenten Monismus verpflichtet.
Der Mensch besitzt Sinnesorgane, die letztlich seine geistige Natur bestimmen. Materie wird empiristisch bestimmt, als das, was die Sinne affizieren kann. D’Holbach entwickelte ein System eines sensualistischen, monistischen Materialismus. Somit gibt es keine angeborenen Ideen noch angeborene Instinkte, und auch keinen apriorischen Zugang zu Natur- oder Moralgesetzen. Sinnliche Wahrnehmungen, Gewohnheiten und Erziehung bestimmen seine geistige Natur. D’Holbachs Position ist somit im doppelten Sinne deterministisch in letzter Instanz haben die Prinzipien der Newtonschen Mechanik universelle Geltung für das gesamte physische Geschehen, aber auch für die Menschen in ihrer physischen, den Naturgesetzen unterworfenen Leiblichkeit. D’Holbach erklärt daher Willensfreiheit für eine Illusion. Tatsächlich wird der Mensch von Interessen bewegt, diesen folgt sein Handeln. Moralisch relevant ist daher vor allem eine Aufklärung über die natürlichen Interessen, die jedes Individuum besitzt und der Einsatz des Wissens zu ihrer konfliktfreien Verwirklichung.
Die intellektuellen Fähigkeiten und Prozesse wären nach d’Holbach Modi des menschlichen Körpers, d. h. bestimmte Seinsweisen oder Wirkungsweisen, die sich funktional aus der Anatomie ergeben. Dies gelte es nur zu analysieren. Eine der grundlegenden Fähigkeiten des Menschen ist das Gefühl. Grundsätzlich leitet er alle intellektuellen und in der Folge auch die moralischen Fähigkeiten aus der Erregbarkeit für die Eindrücke der Außenwelt ab. Als Sinne bezeichnet er die Organe des Körpers, mittels derer das Gehirn, auch ein inneres Organ, modifiziert wird. Die Modifikationen nennt er Empfindungen, Wahrnehmungen, Ideen.

„[…] Veränderungen, an und für sich betrachtet, heißen Empfindungen; man nennt sie Wahrnehmungen, wenn das innere Organ sie wahrnimmt oder von ihnen unterrichtet wird; sie heißen Ideen, wenn das innere Organ diese Veränderungen auf den Gegenstand bezieht, der sie hervorgerufen hat. Jede Empfindung ist also nur eine unseren Organen mitgeteilte Erschütterung; jede Wahrnehmung ist Fortsetzung dieser Erschütterung bis zum Gehirn; jede Idee ist das Bild des Gegenstandes, von dem die Empfindung und die Wahrnehmung ausgehen. Hieraus ist ersichtlich, daß wir weder Empfindungen noch Wahrnehmungen noch Ideen haben können, wenn unsere Sinne nicht affiziert werden.[…]“

In d’Holbachs Ethik werden als zentrale Interessen die Selbsterhaltung, das Glück des Einzelnen, das Eigeninteresse und der Nutzen auf der Grundlage von physikalischen Gesetzmäßigkeiten in einen systematischen Zusammenhang gebracht.

„[…] Mit anderen Worten: Die Handlungen des Menschen sind niemals frei; sie sind immer notwendige Folgen ihres Temperaments, ihrer von außen empfangenen Ideen, der wahren oder falschen Begriffe, die sich die Menschen vom Glück machen, und schließlich ihrer durch Beispiel, Erziehung und tägliche Erfahrung bestärkten Erfahrung bestärkten Anschauungen. […]“

In diesen philosophischen Konstrukten bleibt für religiös bestimmte Erwartungen der Menschen kein Raum. Und aus den sich daraus ableitenden moralischen Konsequenzen leiten sich unrealistische Erwartungen und Forderungen ab.
Indem die Naturwissenschaft dem Menschen nunmehr diese Erkenntnis vermittelt, versetzt sie ihn in den Stand, sein Glück in der Gegenwart anzustreben und zwar, indem er es ohne Opferung seiner eigenen Interessen in der Gesellschaft sucht. Der Glaube an Gott hingegen stammt aus einer Furcht des Menschen gegenüber der Natur und deren Gesetzmäßigkeiten und ist das Zeichen des nicht aufgeklärten Menschen. Aufklärung, also die Einsicht in die Bedingungen der physischen Welt, führten zu akzeptablen Gesetzen und Erziehung und würden die Menschen aus der Dunkelheit von Ideologien, Religionen und deren Institutionen wie Kirche und Despoten befreien.
D’Holbach wies einen hohen Kenntnisstand und Bildung über diese Themen auf. So versuchte er, seine Philosophie im Einklang mit den bekannten Tatsachen der Natur und der wissenschaftlichen Erkenntnis seiner Zeit zu entwickeln und zitiert beispielsweise die Experimente von John Needham als Beweis dafür, dass das Leben sich eigenständig habe entwickeln können, ohne etwa dem Eingreifen einer Gottheit.

## Aufbau
Das Werk gliedert sich in zwei Teile, der Erste in siebzehn, der Zweite in vierzehn Kapiteln.
| Kapitel 1  | Chapitre I. De la nature | Von der Natur. |
| Kapitel 2  | Du mouvement et de son origine. | Von der Bewegung und ihrem Ursprung |
| Kapitel 3  | De la matière, de ses combinaisons différentes et de ses mouvements divers; ou de la marche de la nature.                                                                                  | Von der Materie, von ihren verschiedenen Verbindungen und ihren unterschiedlichen Bewegungen, oder vom Gang der Natur. |
| Kapitel 4  | Des lois du mouvement communes à tous les êtres de la nature. De l’attraction et de la répulsion. De la force d’inertie. De la nécessité.                                                  | Von den Gesetzen der Bewegung, die allen Dingen der Natur gemeinsam sind. Von der Anziehung und der Abstoßung. Von der Widerstandskraft. Von der Notwendigkeit.                                                                   |
| Kapitel 5  | De l’ordre et du désordre, de l’intelligence, du hasard. | Von der Ordnung und von der Unordnung, von der Intelligenz, von Zufall. |
| Kapitel 6  | De l’homme; de sa distinction en homme physique et en homme moral; de son origine. | Vom Menschen. Von der Unterscheidung der physischen und des moralischen Menschen. Von seinem Ursprung. |
| Kapitel 7  | De l’âme et du système de la spiritualité. | Von der Seele und vom System der Spiritualität. |
| Kapitel 8  | Des facultés intellectuelles; toutes sont dérivées de la faculté de sentir. | Von den intellektuellen Fähigkeiten, die sich alle auf die Fähigkeit des Empfindens gründen. |
| Kapitel 9  | De la diversité des facultés intellectuelles; elles dépendent de causes physiques ainsi que leurs qualités morales. Principes naturels de la sociabilité, de la morale et de la politique. | Von der Mannigfaltigkeit der intellektuellen Fähigkeiten. Sie hängen ebenso wie die moralischen Eigenschaften von physischen Ursachen ab. Natürliche Prinzipien des gesellschaftlichen Zusammenlebens, der Moral und der Politik. |
| Kapitel 10 | Notre âme ne tire point ses idées d’elle-même. Il n’y a point d’idées innées. | Unsere Seele schöpft ihrer Ideen nicht aus sich selbst. Es gibt keine angeborenen Ideen. |
| Kapitel 11 | Du système de la liberté de l’homme. A morale chrétienne. | Die Lehre von der menschlichen Freiheit. |
| Kapitel 12 | Examen de l’opinion qui prétend que le système du fatalisme est dangereux. | Prüfung der Ansicht, dass das System des Fatalismus gefährlich sei. |
| Kapitel 13 | De l’immortalité de l’âme; du dogme de la vie future; des craintes de la mort. | Von der Unsterblichkeit der Seele. Vom Dogma des künftigen Lebens. Von der Todesfurcht. |
| Kapitel 14 | L’éducation, la morale et les lois suffisent pour contenir les hommes. Du désir de l’immortalité; du suicide.                                                                              | Die Erziehung, die Moral und die Gesetze reichen aus, um die Menschen im Zaun zu halten. Vom Verlangen nach Unsterblichkeit. Vom Selbstmord.                                                                                      |
| Kapitel 15 | Des intérêts des hommes ou des idées qu’ils se font du bonheur. L’homme ne peut être heureux sans la vertu.                                                                                | Von den Interessen der Menschen oder von den Ideen, die sie sich vom Glück machen. Der Mensch kann ohne Tugend nicht glücklich sein.                                                                                              |
| Kapitel 16 | Les erreurs des hommes sur ce qui constitue le bonheur sont la vraie source de leurs maux. Des remèdes qu’on leur a voulu appliquer.                                                       | Die Irrtümer der Menschen darüber, was ihr Glück ausmacht, sind die wirkliche Quelle ihrer Leiden. Von den nutzlosen Heilmitteln, die man dagegen hat anwenden wollen.                                                            |
| Kapitel 17 | Des idées vraies ou fondées sur la nature sont les seuls remèdes aux maux des hommes. Récapitulation de cette première partie. Conclusion.                                                 | Wahre oder auf der Natur gründende Ideen sind die einzigen Heilmittel gegen die Leiden der Menschen. Zusammenfassung dieses ersten Teils. Schluss.                                                                                |

| Kapitel 1  | Chapitre I. Origine de nos idées sur la divinité | Ursprung unserer Ideen von der Gottheit. |
| Kapitel 2  | De la mythologie et de la théologie. | Von der Mythologie und von der Theologie. |
| Kapitel 3  | Idées confuses et contradictoires de la théologie. | Verworrene und widerspruchsvolle Ideen der Theologie. |
| Kapitel 4  | Examen des preuves de l’existence de Dieu, données par Clarke. | Prüfung der von Clarke für die Existenz Gottes gegebenen Beweise. |
| Kapitel 5  | Examen des preuves de l’existence de Dieu données par Descartes, Malebranche, Newton, etc. | Prüfung der von Descartes, Malebranche, Newton u. a. für die Existenz Gottes gegebenen Beweise. |
| Kapitel 6  | Du panthéisme ou idées naturelles de la divinité. | Vom Pantheismus oder von den natürlichen Ideen über die Gottheit. |
| Kapitel 7  | Du théisme ou déisme, du système de l’optimisme et des causes finales. | Vom Theismus oder Deismus. Vom System des Optimismus. Von den Endursachen. |
| Kapitel 8  | Examen des avantages qui résultent pour les hommes de leurs notions sur la divinité, ou de leur influence sur la morale, sur la politique, sur les sciences, sur le bonheur des nations et des individus. | Prüfung der Vorteile, die sich für die Menschen aus ihren Begriffen von Gottheit oder aus deren Einfluss auf die Moral, auf die Politik, auf die Wissenschaften, auf das Glück der Völker und der Individuen ergeben sollen. |
| Kapitel 9  | Les notions théologiques ne peuvent point être la base de la morale. Parallèle de la morale théologique et de la morale naturelle. La théologie nuit aux progrès de l’esprit humain.                      | Die theologischen Begriffe können nicht die Grundlage der Moral sein. Vergleich der theologischen Moral mit der natürlichen Moral. Die Theologie schadet dem Fortschritt des menschlichen Geistes.                           |
| Kapitel 10 | Que les hommes ne peuvent rien conclure des idées qu’on leur donne de la divinité de l’inconséquence et de l’inutilité de leur conduite à son égard.                                                      | Dass die Menschen aus den Ideen, die man ihnen von der Gottheit gibt, keine Schlussfolgerungen ziehen können. Von der Inkonsequenz und Nutzlosigkeit ihres Verhaltens gegenüber der Gottheit.                                |
| Kapitel 11 | Apologie des sentiments contenus dans cet ouvrage. De l’impiété. Existe-t-il des athées ? | Apologie der in diesem Werk gegebenen Ansichten. Von der Gottlosigkeit. Gibt es Atheisten? |
| Kapitel 12 | L’athéisme est-il compatible avec la morale ? | Ist der Atheismus mit der Moral zu vereinbaren? |
| Kapitel 13 | Des motifs qui portent à l’athéisme ce système peut-il être dangereux ? Peut-il être embrassé par le vulgaire ?                                                                                           | Beweggründe, die zum Atheismus führen. Kann dieses System gefährlich sein? Kann es von der Menge begriffen werden? |
| Kapitel 14 | Abrégé du code de la nature. | Kurzer Abriss des Gesetzbuches der Natur. |

## Wertschätzung im deutschsprachigen Raum
In seiner autobiographischen Erzählung Aus meinem Leben. Dichtung und Wahrheit schrieb Johann Wolfgang von Goethe auch über d’Holbachs System der Natur:

„Wir begriffen nicht, wie ein solches Buch gefährlich sein könnte. Es kam uns so grau, so cimmerisch, so totenhaft vor, daß wir Mühe hatten, seine Gegenwart auszuhalten, daß wir davor wie vor einem Gespenste schauderten (...). Wenn uns jedoch dieses Buch einigen Schaden gebracht hat, so war es der, daß wir aller Philosophie, besonders aber der Metaphysik, recht herzlich gram wurden und blieben, dagegen aber aufs lebendige Wissen, Erfahren, Tun und Dichten uns nur desto lebhafter und leidenschaftlicher hinwarfen.“

Goethe hatte d’Holbachs System der Natur im Jahre 1771 in Straßburg zu lesen begonnen, brachte die Lektüre aber nicht zu Ende.

## Ausgaben

### Zeitgenössische
- Système de la nature ou Des loix du monde physique et du monde moral. London 1770. (Teil 1, Teil 2).
- System der Natur, oder von den Gesetzen der Physischen und Moralischen Welt. 2., verbesserte Auflage. Frankfurt/ Leipzig 1791. (Teil 1, Teil 2).

### Übersetzungen
- System der Natur. Wigand, Leipzig 1841. (online).

- System der Natur oder von den Gesetzen der physischen und der moralischen Welt (= Suhrkamp-Taschenbücher Wissenschaft. Band 259). 1. Auflage. Suhrkamp, Frankfurt am Main 1978, ISBN 3-518-07859-3.